# Сеньория де Аро

Герб дома де Аро, сеньоров Бискайи

Герб муниципалитета Аро, провинция Риоха, автономное сообщество Ла-Риоха

Сеньория де Аро — феодальное поместье Аро, созданное в 1093 году королем Кастилии Альфонсо VI для Диего Лопеса I Аро (ок. 1075—1124), сеньора де Бискайя.
Название происходит от названия виллы Аро, провинция Риоха, автономное сообщество Ла-Риоха.
В 1430 году сеньория де Аро была преобразована в графство де Аро, первым графом стал Педро Фернандес Веласко (1399—1470).

## Сеньоры де Аро
- Диего Лопес I де Аро (ок. 1075—1124), 1-й сеньор де Аро (1093—1124), 3-й сеньор Бискайи. Старший сын и преемник Лопе Иньигеса, 2-го сеньора Бискайи в 1076/1079 — 1093 годах.

- Лопе Диас I де Аро (? — 1170), 2-й сеньор де Аро (1124—1170), 4-й сеньор Бискайи. Старший сын предыдущего и Марии Санчес.

- Леонор Плантагенет (1162—1214), 3-я сеньора де Аро (1170—1214), дочь короля Англии Генриха II Плантагенета и герцогини Алиеноры Аквитанской. Супруга с 1176 года короля Кастилии Альфонсо VIII.

- Лопе Диас II де Аро (ок. 1170—1236), 4-й сеньор де Аро (1217—1236), 6-й сеньор Бискайи. Сын Диего Лопеса II де Аро (1252—1214), 5-го сеньора Бискайи (1170—1236), и Марии Манрике де Лара. При поддержке нового короля Кастилии Фернандо III восстановил свою власть над виллой Аро.

- Диего Лопес III де Аро (? — 1254), 5-й сеньор де Аро (1236—1254), 7-й сеньор Бискайи. Сын Лопе Диаса II де Аро и Урраки Альфонсо де Леон. Был убит по приказу короля Кастилии Альфонсо X Мудрого.

- Лопе Диас III де Аро (ок. 1245—1288), 6-й сеньор де Аро (1254—1282) и 8-й сеньор Бискайи (1254—1288), сын предыдущего и Констанции Беарнской.

- Инфант Хайме Кастильский (1267—1284), сеньор де Аро (1282—1284), шестой сын короля Кастилии Альфонсо X Мудрого и Виоланты Арагонской.

- Лопе Диас III де Аро (ок. 1245—1288), сеньор де Аро (1284—1288). Сын Диего Лопеса III де Аро и Констанции Беарнской.

С 1288 года сеньория де Аро принадлежала кастильской короне.
- Санчо IV (1258—1295), король Кастилии и Леона (1284—1295), сеньор де Аро (1288—1295). Второй сын короля Кастилии Альфонсо X и Виоланты Арагонской.

- Фернандо IV (1285—1312), король Кастилии и Леона (1295—1312), сеньор де Аро (1295—1312). Старший сын предыдущего и Марии де Молина.

- Альфонсо XI (1311—1350), король Кастилии и Леона (1312—1350), сеньор де Аро (1312 — ок. 1334), единственный сын предыдущего и Констанции Португальской.

- Фадрике Альфонсо Кастильский (1334—1358), сеньор де Аро (ок. 1334—1342), пятый внебрачный сын короля Кастилии Альфонсо XI Справедливого и его любовницы, Леонор де Гусман.

- Фернандо Альфонсо Кастильский[исп.] (1334—1350), сеньор де Аро (1342 — ?), сеньор де Ледесма, Бехар и др., внебрачный сын короля Кастилии Альфонсо XI и Леонор де Гусман.

- Педро I (1334—1369), король Кастилии и Леона (1350—1366, 1367—1369), сеньор де Аро (? — 1366), второй сын короля Альфонсо XI Кастильского и Марии Португальской.

- Санчо Кастильский, 1-й граф де Альбуркерке (1342—1374), сеньор де Аро (1366—1374), девятый незаконнорожденный сын Альфонсо XI Справедливого (1311—1350), короля Кастилии (1312—1350), и его любовницы Леонор де Гусман (1310—1351).

- Энрике де Трастамара (1334—1379), король Кастилии и Леона (1366—1367, 1369—1379), сеньор де Аро (1374—1379), старший незаконнорождённый сын короля Кастилии Альфонса XI и его любовницы Леонор де Гусман.

- Хуан I (1358—1390), король Кастилии и Леона (1379—1390), сеньор де Аро (1379 — ок. 1386), единственный сын короля Энрике II Кастильского и Хуаны де Вильена.

- Леонор де Альбуркерке (1374—1435), сеньора де Аро (ок. 1386—1416), дочь Санчо Альфонсо, графа Альбуркерке, и Беатрис Португальской, и Фернандо I (1380—1416), король Арагона и Сицилии (1412—1416), сеньор де Аро (ок. 1386—1416), сын короля Хуана I Кастильского и Элеоноры Арагонской.

- Хуан II (1398—1479), король Арагона и Сицилии (1458—1479), сеньор де Аро (1416—1430), второй сын короля Фернандо I Арагонского и Леонор д’Альбуркерке.